# Big Business
Big Business, titulada en España Ensalada de gemelas y en Hispanoamérica Sopa de gemelas, es una película de comedia estadounidense estrenada en 1988, protagonizada por Bette Midler y Lily Tomlin, cada una interpretando dos papeles, como parejas de gemelas idénticas que no son compatibles al nacer. La farsa naturaleza versus crianza adapta La comedia de los errores, pero con hermanastras en una sociedad contemporánea: una de cada gemela se crio en un entorno urbano rico, mientras que las otras crecieron en un ambiente rural pobre.
Producida por Touchstone Pictures, la película está coprotagonizada por Fred Ward, Edward Herrmann, Joe Grifasi y Seth Green, así como por los hermanos Michael Gross y Mary Gross. Dirigida por Jim Abrahams, la reacción crítica a la película en su conjunto fue generalmente tibia. Tanto Midler como Tomlin fueron nominadas al premio American Comedy Award como actriz más divertida en una película por sus actuaciones, y Midler ganó.

## Argumento
En 1948, el rico empresario Hunt Shelton y su esposa embarazada se pierden en la zona rural de Virginia Occidental cuando la Sra. Shelton entra en trabajo de parto cerca de la ciudad de Jupiter Hollow. En el hospital local los rechazan porque es un lugar exclusivo para empleados de Hollowmade, el fabricante de muebles local. El señor Shelton compra la empresa en el acto, y luego la señora Shelton es admitida. Los Ratliff, una pareja empobrecida, llegan momentos después con la Sra. Ratliff también en trabajo de parto. Ambas mujeres dan a luz a dos niñas gemelas, y la enfermera anciana que atiende al médico confunde y mezcla los pares de gemelas. El señor Ratliff escucha a los Shelton decidir llamar a sus hijas Rose y Sadie, y le sugiere los mismos nombres a su esposa.
Cuarenta años después, las hermanas Shelton son ahora copresidentas de Moramax en la ciudad de Nueva York, un conglomerado que es el sucesor de los intereses comerciales de su padre. Sadie Shelton es despiadada y se centra en su carrera en detrimento de su familia, mientras que Rose Shelton es menos entendida en los negocios y está desconectada de las necesidades de la empresa, deseando en cambio una vida más sencilla en el campo. Como parte de su plan de negocios, Sadie planea vender Hollowmade, pero debe obtener la aprobación de los accionistas de Moramax para proceder. Sabiendo que la junta directiva (que incluye a Rose) es sensible a una posible mala publicidad que dañe la imagen pública ya disminuida de la empresa, Sadie les asegura que los residentes de Jupiter Hollow están completamente de acuerdo con la venta y que las operaciones en la fábrica continuarán normalmente. En Jupiter Hollow, Rose Ratliff ha ascendido al puesto de capataz en la fábrica Hollowmade y también está muy motivada por su carrera. Mientras tanto, Sadie Ratliff siempre se ha sentido fuera de lugar en la vida rural y desea una vida más sofisticada en una gran ciudad. Rose descubre los planes de Moramax de vender Hollowmade y, al sentir problemas, hace planes para viajar a la ciudad de Nueva York para detener la venta. Queriendo ver la ciudad, Sadie acepta unirse a su hermana.
Mientras Sadie Shelton hace planes para la reunión de accionistas, se entera por su empleado Graham Sherbourne que un tal "R. Ratliff" planea venir a Nueva York con su hermana para detener la venta. Sadie le ordena a Sherbourne que localice a "R. Ratliff" para evitar que aparezcan en la reunión. Una serie de confusiones en el aeropuerto JFK deja a las hermanas Shelton varadas mientras el posible comprador de Hollowmade, Fabio Alberici, lleva su limusina con las hermanas Ratliff de regreso al Hotel Plaza, donde se llevará a cabo la reunión de accionistas al día siguiente. Los Ratliff se registran en la suite de los Shelton, lo cual Rose Ratliff supone que es un soborno de Moramax, pero acepta a regañadientes. Los Shelton finalmente llegan al hotel y toman la suite de al lado, lo que da lugar a una serie de enfrentamientos entre las cuatro hermanas.
A medida que avanza el día, Sadie Shelton conoce a Alberici y se enamora de él mientras discuten coqueteando sobre la próxima venta. Mientras explora la ciudad, Sadie Ratliff es abordada por el ex marido de Sadie Shelton, Michael, y su hijo mimado y rebelde, Jason, y ambos asumen que están hablando con su contraparte de Shelton. Sadie Ratliff critica a Jason por su comportamiento, lo que impresiona mucho a Michael. Más tarde, él se acerca a ella en la Plaza y la invita a salir, lo cual ella acepta. Mientras tanto, Graham y su asistente/novio Chuck asumen que un visitante de Jupiter Hollow, el novio de Rose Ratliff, Roone Dimmick, es en realidad "R. Ratliff". Preocupados de que pueda interrumpir la venta, los dos hombres intentan mantener a Roone distraído mientras piden la ayuda de Rose Shelton. Roone, creyendo que Rose Shelton es Rose Ratliff, intenta cortejarla, con gran éxito. Mientras tanto, el exnovio de Rose Shelton, el Dr. Jay Marshall, intenta proponerle matrimonio, sin saber que en realidad está hablando con Rose Ratliff. Suponiendo por error que es un empleado de Moramax enviado para comprar su silencio sobre la venta, ella lo rechaza duramente. Cuando la noche termina, Alberici, creyendo que está hablando con Sadie Shelton, sin darse cuenta le da a Sadie Ratliff una copia del plan de venta de Hollowmade, en donde se revela que no tiene intenciones de continuar con las operaciones en la fábrica, optando en cambio por cerrarla y explotar Jupiter Hollow para poder usar la tierra para otros fines, todo ello con el pleno conocimiento y aprobación de Sadie Shelton.
Todas las hermanas finalmente descubren la confusión al día siguiente cuando se encuentran en el baño del vestíbulo. Después de que Sadie Shelton finge que cancelará la venta de Hollowmade, Rose Ratliff la reprende por los planes de explotar Jupiter Hollow. Rose Shelton se da cuenta de que su hermana le ha estado mintiendo y ayuda a Rose Ratliff a someter a Sadie Shelton. Sadie Shelton intenta convencer a Sadie Ratliff para que la ayude prometiéndole una vida de lujo y glamour. Aunque al principio hay conflictos, Sadie Ratliff finalmente se pone del lado de las dos Rosas y las tres mujeres atrapan a Sadie Shelton en un armario de escobas cercano. En un principio, Rose Ratliff planea acudir a la junta de accionistas para exigir que digan no a la venta de Hollowmade, pero Rose Shelton advierte que no le creerán ya que Sadie Shelton es quien siempre habla. Rose Ratliff se sienta afuera del armario de escobas para mantener atrapada a Sadie Shelton, mientras Rose Shelton y Sadie Ratliff asisten a la reunión de accionistas. Aunque Sadie Ratliff se muestra incómoda al principio, Rose Shelton toma el control y las dos finalmente logran detener la venta apelando a la autoconservación de los interesados, diciéndoles que la venta traerá una inmensa publicidad negativa. Posteriormente, ambos grupos de gemelos abandonan el Hotel Plaza con sus nuevos amores.

## Elenco
- Bette Midler como Sadie Shelton and Sadie Ratliff
- Lily Tomlin como Rose Ratliff and Rose Shelton
- Fred Ward como Roone Dimmick
- Edward Herrmann como Graham Sherbourne
- Michele Placido como Fabio Alberici
- Daniel Gerroll como Chuck
- Barry Primus como Michael
- Michael Gross como Dr. Jay Marshall
- Deborah Rush como "Binky" Shelton
- Nicolas Coster como Hunt Shelton
- Patricia Gaul como Iona Ratliff
- J. C. Quinn como Garth Ratliff
- Norma MacMillan como Nanny Lewis
- Joe Grifasi como the desk clerk
- John Vickery como the hotel manager
- John Hancock como Older Harlan
- Mary Gross como Judy
- Seth Green como Jason
- Leo Burmester como Bum
- Lucy Webb como Wenona
- Roy Brocksmith como Dr. Parker
- Carmen Argenziano como a board member (sin acreditar)
- Chick Hearn como himself (sin acreditar)
- Shirley Mitchell como a stockholder (sin acreditar)

## Producción

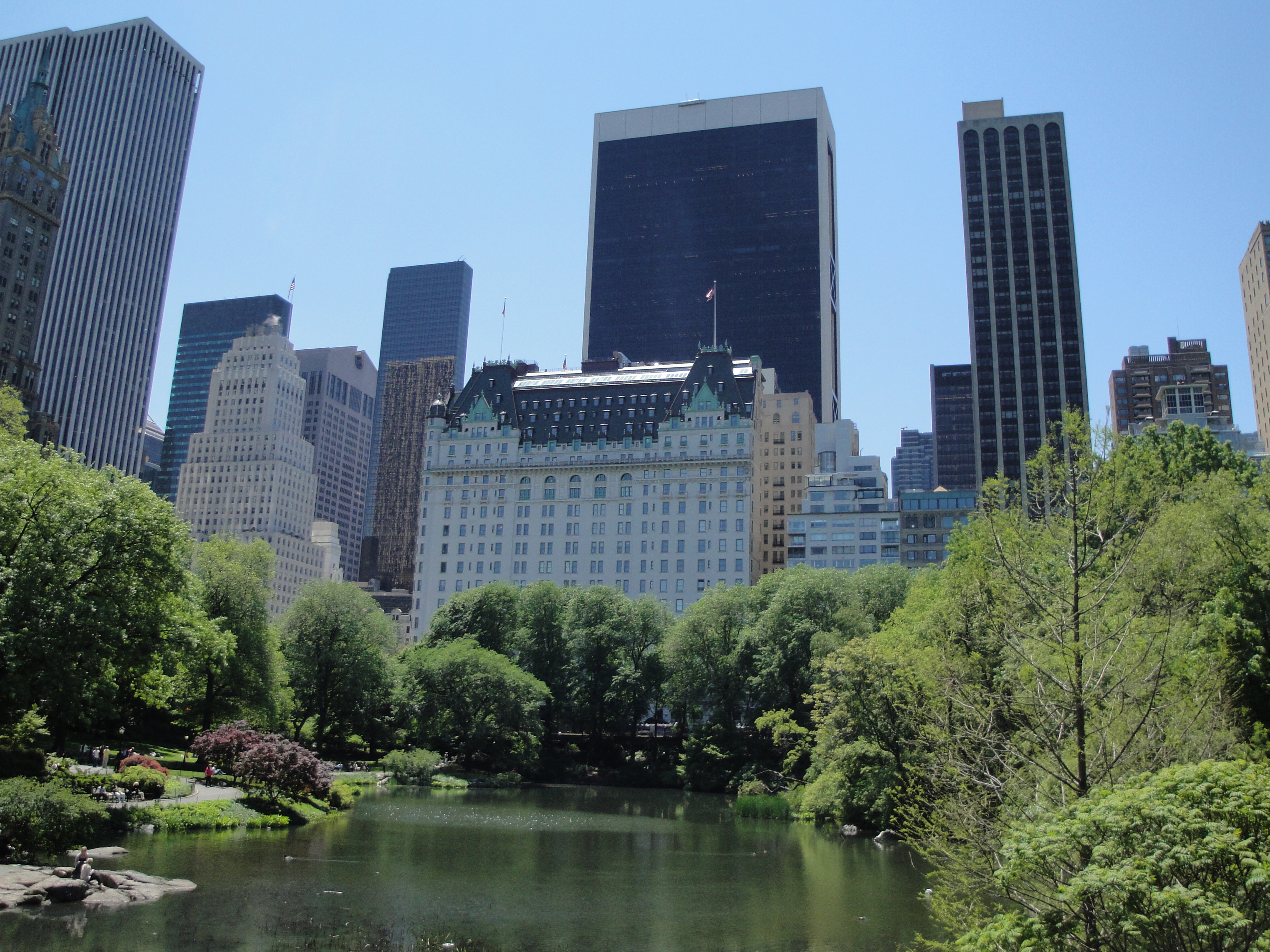
La Plaza y sus vecinos de estilo moderno internacional como se ven en la película.

La película fue escrita originalmente para Barbra Streisand (el papel de Midler) y Goldie Hawn (el papel de Tomlin). La trama combina de forma lúdica tres historias reconocibles: El ratón de ciudad y el ratón de campo de Esopo, El príncipe y el mendigo de Mark Twain y La comedia de los errores de Shakespeare.
La productora no pudo obtener permiso para filmar en el Hotel Plaza de la ciudad de Nueva York, por lo que hizo replicar el hotel en un estudio de sonido de Walt Disney Studios. Para recuperar los costos de construcción, Disney construyó una comedia titulada The Nutt House en torno a ella. Jim Abrahams dijo que montó una de las escenas de la sala de juntas basándose en una experiencia que tuvo cuando una gran agencia utilizó a muchos empleados para lograr que firmara con ellos.

## Recepción
La reacción crítica a la película en su conjunto fue, en general, tibia. Rotten Tomatoes informa que el 52% de los críticos le dieron a la película una calificación positiva, basada en 23 reseñas, con una puntuación promedio de 5/10. Sheila Benson, del Los Angeles Times, calificó a Big Business como una "película brillante y emocionante" y añadió: "Al contemplar su alegre hilaridad, las complejidades fluyen con la suavidad de la miel [...]. Como una fiesta sensacional la noche anterior, Big Business puede que no resista el escrutinio más minucioso a la luz del día, pero en ese momento ofrece un brillo irresistible. Y cuando arranca, es una película con más ingenio en sus diálogos y una selección más mordaz de ellos que gran parte del batiburrillo que se ha considerado los grandes éxitos cinematográficos de Bette Midler". El escritor del Philadelphia Daily News, Ben Yagoda, opinó que la película era "divertidísima. Lily Tomlin y Bette Midler son una doble dosis de hilaridad. ¡Llamen a la Guardia Nacional! Big Business es un derroche de risas".
En su reseña para The New York Times, Vincent Canby comentó que Big Business, "aunque nunca llega a ofrecer el resultado espectacular, es una farsa de verano muy alegre y despreocupada, interpretada al máximo por dos actores espléndidamente cómicos... A veces [los guionistas de la película] tienen problemas para caracterizar a los dos pares de gemelos, lo que les permite mezclarse de tal manera que el lado cómico finalmente se vuelve borroso. Sin embargo, la película se mueve a un ritmo tal, y con un entusiasmo tan poco común, que es muy divertida incluso cuando la invención se agota". Roger Ebert, escribiendo para el Chicago Sun-Times, le dio a la película dos de cuatro estrellas. Declaró que la película es "una serie interminable y lúgubre de escenas en las que los distintos gemelos casi se encuentran en el Hotel Plaza", y encontró que se sentía "inacabada" y que le faltaba un desenlace. Variety calificó la película como "una comedia estridente y poco atractiva". El personal consideró que la "fuerte insolencia de Midler dominaba generalmente la astuta inquietud de Tomlin".
John Simon, del National Review, calificó a Big Business como una "película espantosa".

### Taquilla
En Estados Unidos, Big Business debutó entre los tres primeros puestos de la taquilla y se convirtió en un éxito modesto, llegando a recaudar 40,2 millones de dólares durante su exhibición en el país.

### Medios domésticos
La película fue lanzada en VHS, Betamax y Laserdisc en 1989 por Touchstone Home Video, con un lanzamiento en DVD en 2002. En 2011, Big Business estuvo entre una selección de títulos de Touchstone y Hollywood Pictures que fueron licenciados a Mill Creek Entertainment en nombre de Disney, y se lanzaron un DVD y un disco Blu-ray de la película. El DVD está disponible de forma independiente, como paquete doble con Straight Talk y como paquete triple con Straight Talk y VI Warshawski
En diciembre de 2017, Big Business y Scenes from a Mall fueron relanzadas en DVD y Blu-ray por Kino Lorber bajo licencia de Walt Disney Studios Home Entertainment..